# جبل الجون
 جبل الجون. يقع في الجهة الغربية لمديرية كسمة، اليمن بعزلة الجون،محافظة ريمة ويطل على وادي ضحيان، وتقع في أعلاه قلعة حصينة يعود تاريخها إلى الفترة الأولى لحكم العثمانيين اليمن (1538-1635م)، وقد بنيت بالأحجار الصخرية المهندمة، والبناء يظهر فيه الدقة والعناية، وتنتشر في القلعة المنشآت الدفاعية؛ خاصة الابراج التي بنيت في أطرافها والتي تتميز بارتفاعاتها الشاهقة بالإضافة إلى طريقة توزيعها على الأسوار المحيطة بالقلعة، أما في داخل القلعة فتوجد صهاريج المياه المحفورة في الصخر، والتي كسيت جدرانها بمادة القضاض لمنع تسرب المياه، ونتيجة لأن هذا الصهريج عميق فقد تم حفر درج في الصخر ليسهل النزول إليه عندما يقل منسوب المياه فيه وهذا النوع من صهاريج المياه تسميه النقوش اليمنية القديمة كريف.
وفي الناحية الجنوبية من القلعة يوجد بناء مربع الشكل ربما كان يستخدم كمسجد للصلاة للذين كانوا يرابطون بداخل القلعة، ويوجد بالقرب من هذا المسجد بناء مربع كبير مبني بأحجار مهندمة ومصقولة، تحيط به أربعة أبراج دفاعية، ويبدو أنه كان يستخدم لإقامة القادة العسكريين، فبالرغم من التحصين الضخم للقلعة ككل إلا أن هذا البناء – أيضاً – له تحصيناته الخاصة داخل القلعة.
أما بوابة القلعة فتوجد في الناحية الغربية، وهي كغيرها من بوابات القلاع الحربية محاطة في جانبيها ببرجين دفاعيين، وجدرانها مبنية بأحجار كبيرة نوعاً ما، ولكنها الآن قد دمرت ولم يبق منها سوى بعض الجدران والأطلال، ويتم الوصول إلى هذه القلعة عبر طريق مرصوفة بالأحجار من أسفل الجبل لم يبق منها سوى جزء ممتد من منتصف الجبل تقريباً، وحتى بوابة القلعة.
وتنتشر إلى جوار أسوار القلعة العديد من صهاريج المياه المنحوتة في الصخر والمكسوة بمادة القضاض ولكنها تتميز عن ذلك الصهريج الذي سبق ذكره – في كونها مسقوفة ولها باب صغير يتم الدخول منه إلى الصهريج- وهذا النوع من الصهاريج أو الأكرفة يعرف باللهجة المحلية باسم (السقاية).
أما أسفل القلعة فتنتشر العديد من الخرائب والجدران؛ مما يدل على أنه كان يحظى بالكثير من الأهمية لوجود هذا القدر الكبير من المنشآت.